# La Farga (Saldes)
La Farga és un edifici del municipi de Saldes (Berguedà) inclosa en l'Inventari del Patrimoni Arquitectònic de Catalunya.

## Descripció
Es tracta d'una masia d'estructura clàssica coberta a dues vessants i amb carener paral·lel a la façana, orientada a tramuntana. Aquesta façana disposa d'una porta feta amb grans dovelles i a banda i banda de la mateixa s'obren dos finestres simètriques i allindanades. Pel costat de migdia s'obra una galeria amb balcons de ferro forjat; tot plegat conforma una gran balconada.

## Història
La masia de la Farga es va construir a finals del s. XVII o començaments del xviii. Situada al peu de la riera de l'Aigua de Valls, era propietària del veí molí fariner del mateix nom que també tenia una petita serradora.
El nom sembla indicar uns orígens més antics associats amb l'activitat extractiva del ferro i la seva posterior elaboració; amb tot, aquesta activitat es deuria abandonar en època moderna.